# 1536 Пієлінен
1536 Пієлінен (1536 Pielinen) — астероїд головного поясу, відкритий 18 вересня 1939 року.
Тіссеранів параметр щодо Юпітера — 3,637.